# Jamie Sams
Jamie Sams (1951) és una escriptora nord-americana. Descendent de seneca, cherokees i francesos, és resident a Santa Fe (Nou Mèxic), i neta de l'escriptora seneca Twyla Nitsch. Ha escrit Dancing the dream: the seven sacred paths of human transformation (1998), Midnight song: quest for the vanished ones (1988) i The 13 original clan mothers: your sacred path to discovering the gifts, talents and abilities of the feminine throught the ancient teachings of the sisterhood (1993).